# Шапиро, Иосиф Соломонович (кинорежиссёр)
Иосиф Соломонович Шапиро (2 (15) декабря 1907, Минск, Российская империя — 23 мая 1989) — советский кинорежиссёр и сценарист. Заслуженный деятель искусств РСФСР (1978). Член КПСС с 1930 года.

## Биография
Иосиф Соломонович Шапиро родился 15 декабря 1907 года в Минске, Минская губерния Российской империи.
В 1926—1929 годах учился на факультете права в Белорусском государственном университете.
С 1930 года — режиссёр киностудии «Белгоскино». В 1941 году, совместно с Сергеем Сплошновым, ставит на киностудии «Советская Беларусь» (Ленинград) картину «Песнь о дружбе». После войны переходит на работу в киностудию «Ленфильм». С 1956 года — штатный режиссёр-постановщик этой студии.
Член Союза кинематографистов СССР (Свердловское отделение).
Скончался 23 мая 1989 года.

## Фильмография
- 1941 — Песнь о дружбе
- 1956 — Софья Ковалевская
- 1958 — Коловращение жизни (короткометражный)
- 1966 — Три толстяка (совместно с Алексеем Баталовым)
- 1972 — Последние дни Помпеи
- 1977 — Ждите меня, острова! (совместно с Николаем Лебедевым)
- 1981 — Товарищ Иннокентий (совместно с Евгением Мезенцевым)
- 1982 — Варварин день (совместно с Анатолием Дубинкиным)

#### Второй режиссёр
- 1936 — Искатели счастья
- 1943 — Жди меня (Режиссёры-постановщики: Александр Столпер, Борис Иванов)
- 1947 — Пирогов (Режиссёр-постановщик: Григорий Козинцев)
- 1949 — Константин Заслонов (Режиссёры-постановщики: Александр Файнциммер, Владимир Корш-Саблин)
- 1955 — Овод (Режиссёр-постановщик: Александр Файнциммер)
- 1962 — Порожний рейс (Режиссёр-постановщик: Владимир Венгеров)
- 1964 — Гамлет (Режиссёр-постановщик: Григорий Козинцев)
- 1970 — Король Лир (Режиссёр-постановщик: Григорий Козинцев)

#### Фильмы-концерты, документальные и прочие фильмы
- 1956 — Пять дней (короткометражный)
- 1957 — Дон Сезар де Базан
- 1959 — Невские мелодии (фильм-концерт)
- 1959 — Тётя Луша (короткометражный)
- 1975 — Сердцем прикоснувшись к подвигу (документальный) (короткометражный)
- 1976 — Главная роль (короткометражный) (совместно с Евгением Мезенцевым)

#### Сценарист
- 1964 — Спящая красавица (фильм-балет) (совместно с Константином Сергеевым) (Режиссёры-постановщики: Аполлинарий Дудко, Константин Сергеев)
- 1959 — Тётя Луша (короткометражный) (Режиссёр-постановщик: Иосиф Шапиро)
- 1958 — Коловращение жизни (короткометражный) (Режиссёр-постановщик: Иосиф Шапиро)
- 1957 — Дон Сезар де Базан (Режиссёр-постановщик: Иосиф Шапиро)
- 1956 — Софья Ковалевская (Режиссёр-постановщик: Иосиф Шапиро)
- 1975 — Сердцем прикоснувшись к подвигу (документальный, короткометражный) (Режиссёр-постановщик: Иосиф Шапиро)